# ماتئو سالوینی
ماتِئو سالوینی (انگلیسی: Matteo Salvini؛ زادهٔ ۹ مارس ۱۹۷۳;تلفظ ایتالیایی: [matˈtɛ:o salˈvi:ni];) سیاستمدار ایتالیایی است معاون نخست‌وزیر و وزیر کشور ایتالیا بود. او پیشتر عضو پارلمان اروپا بود. سالوینی از دسامبر ۲۰۱۳ رهبر حزب لگا نورد بوده‌است.

## دیدگاه‌های سیاسی

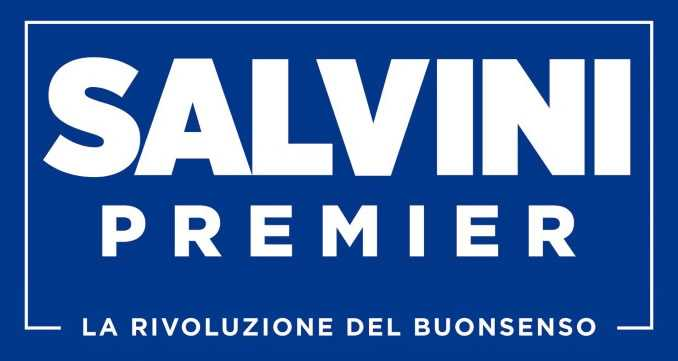
لوگوی انتخابی سالوینی برای انتخابات سراسری ۲۰۱۸ ایتالیا، که مشابه لوگوی دونالد ترامپ است.

ماتئو سالوینی دیدگاه بسیار انتقادآمیزی نسبت به اتحادیه اروپا (EU), خصوصاً نسبت به یورو، که آن را یک بار «جرمی علیه بشریت» توصیف کرد، دارد. سالوینی مخالف مهاجرت غیرقانونی و مدیریت پناهجویان از سوی اتحادیه اروپا است.
در زمینه مسایل اقتصادی او حامی مالیات یکدست، کاهش مالیاتها، فدرالیسم مالی، حمایت‌گرایی، و تا حدی روستا گرایی است. در زمینه مسایل اجتماعی او مخالف ازدواج همجنس‌گرایان است و از ارزش‌های خانوادگی و قانونی شدن روسپی‌خانه حمایت می‌کند. او در سیاست خارجی مخالف تحریم‌های بین‌المللی سال ۲۰۱۴ علیه روسیه است و از گشایش اقتصادی به کشورهای اروپای شرقی و کشورهای خاور دور مانند کره شمالی حمایت کرده‌است.
سالوینی همچنین از دونالد ترامپ نامزد جمهوری‌خواه انتخابات ریاست‌جمهوری ایالات متحده آمریکا (۲۰۱۶),، که با او در آوریل ۲۰۱۶ در فیلادلفیا ملاقات کرد، حمایت رسمی به عمل آورد.

## زندگی شخصی
سالوینی حامی سرسخت آ.ث. میلان است.